# Coppa del Mondo di tuffi 2008
La Coppa del Mondo di tuffi 2008 (ufficialmente 2008 FINA Diving World Cup) è stata la XVI edizione della competizione sportiva internazionale di tuffi organizzata dalla Federazione internazionale del nuoto (FINA). Si è disputata dal 19 al 24 febbraio 2008 al Centro Acquatico Nazionale di Pechino, noto anche come Water Cube, in Cina. Alla competizione hanno partecipato 296 atleti in rappresentanza di cinquantuno distinti Paesi.
I risultati della competizione sono valsi per le qualificazioni ai Giochi olimpici estivi di Pechino 2008.

## Paesi partecipanti
Egitto

 Armenia

 Azerbaigian

 Australia

 Bermuda

 Brasile

 Cina

 Taipei cinese

 Germania

 Ecuador

 Finlandia

 Francia

 Georgia

 Grecia

 Gran Bretagna

 India

 Iran

 Italia

 Giappone

 Canada

 Kazakistan

 Colombia

 Croazia

 Cuba

 Lituania

 Macao

 Malaysia

 Macedonia

 Messico

 Nuova Zelanda

 Paesi Bassi

 Corea del Nord

 Norvegia

 Austria

 Filippine

 Polonia

 Porto Rico

 Romania

 Russia

 Svizzera

 Svezia

 Serbia

 Spagna

 Sudafrica

 Corea del Sud

 Ucraina

 Ungheria

 Stati Uniti

 Venezuela

 Vietnam

 Bielorussia

## Podi

### Uomini
| Evento                     | Oro                    | Perform. | Argento                                                    | Perform. | Bronzo                                   | Perform. |
| Tuffi individuali          |                        |          |                                                            |          |                                          |          |
| Trampolino 3m (dettagli)   | He Chong               | 530,30   | Qin Kai                                                    | 515,30   | Yahel Castillo                           | 515,00   |
| Piattaforma 10m (dettagli) | Sascha Klein           | 566,85   | Zhou Lüxin                                                 | 543,30   | David Boudia                             | 526,65   |
| Tuffi sincronizzati        |                        |          |                                                            |          |                                          |          |
| Trampolino 3m (dettagli)   | Cina Wang Feng Qin Kai | 462,12   | Russia Jurij Aleksandrovič Kunakov Dmitrij Ivanovič Sautin | 418,65   | Canada Alexandre Despatie Arturo Miranda | 416,94   |
| Piattaforma 10m (dettagli) | Cina Lin Yue Huo Liang | 482,46   | Germania Sascha Klein Patrick Hausding                     | 466,74   | Gran Bretagna Tom Daley Blake Aldridge   | 446,07   |

### Donne
| Evento                     | Oro                         | Perform. | Argento                                        | Perform. | Bronzo                                     | Perform. |
| Tuffi individuali          |                             |          |                                                |          |                                            |          |
| Trampolino 3m (dettagli)   | Wu Minxia                   | 391,35   | Guo Jingjing                                   | 387,75   | Sharleen Stratton                          | 350,70   |
| Piattaforma 10m (dettagli) | Chen Ruolin                 | 449,35   | Wang Xin                                       | 405,00   | Paola Espinosa                             | 396,35   |
| Tuffi sincronizzati        |                             |          |                                                |          |                                            |          |
| Trampolino 3m (dettagli)   | Cina Guo Jingjing Wu Minxia | 362,10   | Russia Anastasija Pozdnjakova Julija Pachalina | 329,61   | Stati Uniti Kelci Bryant Ariel Rittenhouse | 322,50   |
| Piattaforma 10m (dettagli) | Cina Wang Xin Chen Ruolin   | 375,66   | Canada Marie-Ève Marleau Émilie Heymans        | 340,05   | Australia Melissa Wu Briony Cole           | 334,80   |

## Medagliere
| Posizione | Paese       | Oro | Argento | Bronzo | Totale |
| --------- | ----------- | --- | ------- | ------ | ------ |
| 1         | Cina        | 7   | 4       | 0      | 11     |
| 2         | Germania    | 1   | 1       | 0      | 2      |
| 3         | Russia      | 0   | 2       | 0      | 2      |
| 4         | Canada      | 0   | 1       | 1      | 2      |
| 5         | Australia   | 0   | 0       | 2      | 2      |
| 5         | Messico     | 0   | 0       | 2      | 2      |
| 5         | Stati Uniti | 0   | 0       | 2      | 2      |
| 8         | Ucraina     | 0   | 0       | 1      | 1      |
| Totale    | Totale      | 8   | 8       | 8      | 24     |